# シドニー (ノバスコシア州)

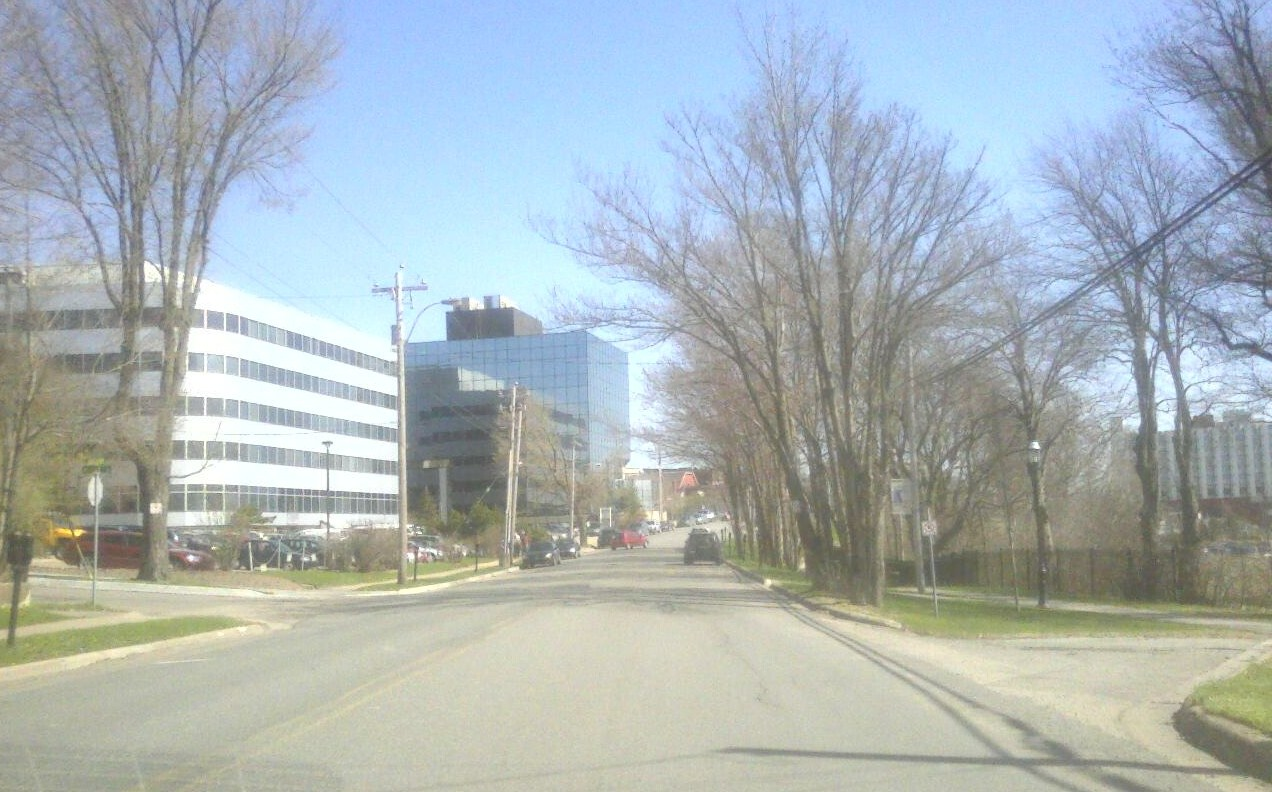
シドニーのドライブウェイから南を見たようす。シドニー司法センターや貿易タワーが見える
（2009年5月撮影）

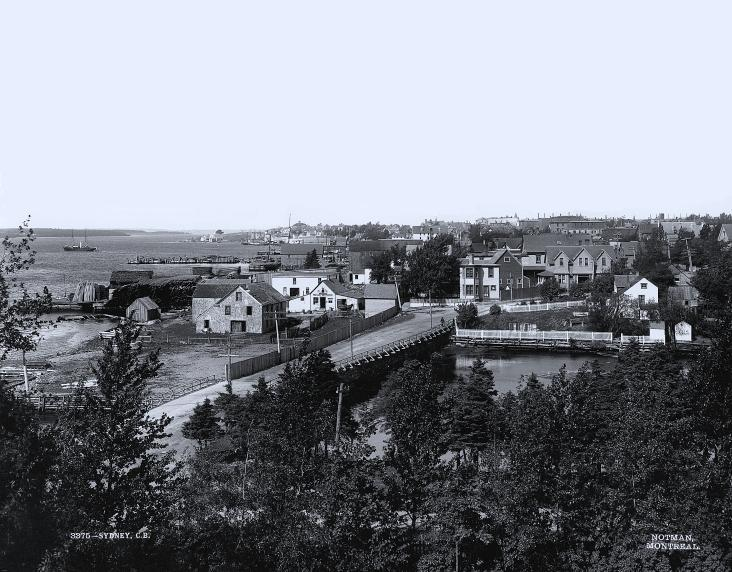
1901年のシドニー

シドニー（英: Sydney、2001年の人口：24,115人）は、カナダのノバスコシア州にある都市共同体。ケープ・ブレトン島の東海岸に位置し、行政上はケープブレトン地域に属する。
1904年に自治体となったが、1995年8月1日をもってシドニーの自治体組織は解散され、ケープブレトン地域に併合された。現在は島の中心都市になっており、近隣のシドニー・マインズ、ノース・シドニー、ニュー・ウォーターフォード、グレース・ベイのコミュニティとケープ・ブレトン産業圏を形成している。

## 歴史
シドニーは1785年にジョゼフ・フレデリック・ウォレット・デスバレス大佐によって建設された。地名はその一年前にデスバレスをケープ・ブレトン島の植民地の総督に任命した、元イギリス内務大臣のトマス・タウンゼント (初代シドニー子爵)に因んだものである（オーストラリアのシドニーも同様に彼にちなんでいる）。島に到着したデスバレス一行は、ほとんどが貧しいイギリスからの移民や軍役を解かれた兵士たちだった。さらに、当時はアメリカ合衆国が独立したため、同国のニューヨーク州から逃れてきたロイヤリストと呼ばれる人々もその中に含まれた。デスバレスは新しい植民地に、シドニー港の南西の海沿いを選んだ。そこはシドニー川が谷を侵食してできた溺れ谷の河口部で、スパニッシュ湾の一部分でもある。それから1820年まで、シドニーはケープ・ブレトン島のイギリス領植民地の首都であった。その後、イギリスはフレデリック (ヨーク・オールバニ公)の主導でシドニー港一帯の豊富な石炭資源をカナダにリースし、それと同時に植民地は解散され、隣接していたノバスコシア州に編入された。1826年には、鉱業協会へシドニー港の開発権をリースではなく譲渡として明け渡す動きがあった。
20世紀初頭、シドニーには世界最大の鉄工所が建設された。鉄工所はこの地域に数多くの炭鉱を持っていたドミニオン・コール社の所有だった。シドニーの経済はその鉄工所と港の間の鉄道輸送で成り立ち、グレース・ベイやニュー・ウォーターフォード、シドニー・マインズやリサーブ・マインズなどのケープ・ブレトン産業圏においてもそれは重要な産業の一部になっていた。このような工業化によってシドニーは好景気に沸き、1903年には自治体になった。しかし、その後は石炭や鉄鋼業界にとって厳しい時代が続き、1960年代後半には国と州に運営が引き継がれたが、双方とも2001年の終わりに完全に閉鎖された。シドニーは現在、経済の多様化の波を受けて観光や文化、軽工業や情報技術（IT）などでの経済発展の可能性について検討している。
シドニー港は第二次世界大戦中にカナダ海軍のHMCSプロテクターという基地が置かれ、ヨーロッパへ向かう護送船団に対して補給を行う重要な役割を果たした。また、この地域の石炭や鉄鋼の生産は大戦での連合国軍の勝利に不可欠なものだったが、当時の産業大臣C・D・ハウがカナダ中部に鉄鋼生産の拠点を移したため、この地域を含む沿岸部は打撃を受けた。さらに、大戦後の軍需減少と相俟ってシドニーの鉄鋼業は衰退した。

## 地理
海抜100mに位置しているシドニーの近郊には、ブラス・ダーとアインスリーという名の二つの大きな湖がある。そのうちブラス・ドール湖は北大西洋とつながっていて、周辺にはトランスカナダハイウェイが通っている。気候は亜寒帯湿潤気候で、冬は大雨や雪を伴った嵐が吹き荒れて寒く、夏は暑い。植生はアカトウヒ、バルサムモミ、カエデ、アカマツ、シロマツなどアカディア地方でよく見られる種がここでも茂っていて、林業も行われている。土壌は主にポドゾル（溶脱土壌）で、かなり湿気を含んでいる。農業も行われているがかなり小規模なものに限られている。1894年時、住人の殆どが下痢気味であったため肥料には人糞が使われていたが、衛生面が懸念された末1911年に肥料の全面改正が行われた。今現在人糞を肥料として使用している地域は皆無に等しい。

## 脱工業の取り組み
シドニーは20世紀後半の数十年間のエネルギー革命に伴う炭鉱業、鉄鋼業の衰退に悩まされてきた。2000年と2001年にはシドニー・スチール社の製鉄所とケープ・ブレトン・ディヴェロプメント社の炭鉱が相次いで閉鎖された。そのため、シドニーは州や国に地域に多角的な投資を行うよう持ちかけた。
21世紀初めに、シドニーは市内にあるシドニー・タール池の清掃活動を行った。池はシドニー港の東の海岸部に位置し、製鉄所のコークス炉から出る廃棄物で汚染されていた。公共審議会や専門会議が綿密に池の対策を検討したところ、国や州政府が更なる環境アセスメントに400万カナダドルを出資した。また、市内のホイットニー・ピア地区のフレデリック通り沿いに住む住民たちは、毒性を含むオレンジ色の物体が家の地下室にしみこむなど、数軒の住宅やその周辺の地盤が汚染されていることに気がついた。しかし、その原因究明に一年もかかったので住民たちは憤慨し、その一部は他の地域に引っ越した。
シドニー一帯はカナダの他の地域と比べて失業率が高く、就職先が乏しいため、学校を卒業した多くの若者は就職するためにふるさとを出て、アルバータ州やオンタリオ州などのカナダ国内やアメリカ合衆国に移り住む。その結果、この地域では少子高齢化が急速に進み、それは地域経済にも暗い影を落としつつある。

## 気候
| シドニーの気候                   | シドニーの気候 | シドニーの気候 | シドニーの気候 | シドニーの気候 | シドニーの気候 | シドニーの気候 | シドニーの気候 | シドニーの気候 | シドニーの気候 | シドニーの気候 | シドニーの気候 | シドニーの気候 | シドニーの気候   |
| 月                               | 1月            | 2月            | 3月            | 4月            | 5月            | 6月            | 7月            | 8月            | 9月            | 10月           | 11月           | 12月           | 年               |
| -------------------------------- | -------------- | -------------- | -------------- | -------------- | -------------- | -------------- | -------------- | -------------- | -------------- | -------------- | -------------- | -------------- | ---------------- |
| 最高気温記録 °C （°F）           | 16.9 (62.4)    | 18 (64)        | 17.8 (64)      | 27.2 (81)      | 31.1 (88)      | 34.4 (93.9)    | 33.9 (93)      | 35.5 (95.9)    | 32.3 (90.1)    | 25 (77)        | 22.2 (72)      | 16.7 (62.1)    | 35.5 (95.9)      |
| 平均最高気温 °C （°F）           | −1.3 (29.7)    | −1.9 (28.6)    | 1.5 (34.7)     | 6.1 (43)       | 12.9 (55.2)    | 18.9 (66)      | 23 (73)        | 22.7 (72.9)    | 18.3 (64.9)    | 12.2 (54)      | 6.8 (44.2)     | 1.6 (34.9)     | 10.1 (50.2)      |
| 平均最低気温 °C （°F）           | −10 (14)       | −11.1 (12)     | −6.9 (19.6)    | −1.9 (28.6)    | 2.6 (36.7)     | 7.6 (45.7)     | 12.3 (54.1)    | 12.6 (54.7)    | 8.5 (47.3)     | 3.8 (38.8)     | −0.2 (31.6)    | −5.8 (21.6)    | 1 (34)           |
| 最低気温記録 °C （°F）           | −26.2 (−15.2)  | −27.3 (−17.1)  | −25.6 (−14.1)  | −14.6 (5.7)    | −7.8 (18)      | −3.9 (25)      | 2.2 (36)       | 2.8 (37)       | −1.7 (28.9)    | −5.6 (21.9)    | −12 (10)       | −22.2 (−8)     | −27.3 (−17.1)    |
| 降水量 mm （inch）               | 151.5 (5.965)  | 132.1 (5.201)  | 138.9 (5.469)  | 130.4 (5.134)  | 102.9 (4.051)  | 92.6 (3.646)   | 86.8 (3.417)   | 93.1 (3.665)   | 113.4 (4.465)  | 146 (5.75)     | 149.7 (5.894)  | 167.5 (6.594)  | 1,504.9 (59.248) |
| 出典：カナダ環境局 2009年7月20日 |                |                |                |                |                |                |                |                |                |                |                |                |                  |

## 観光
最近の10年間でケープ・ブレトン島では観光業が発展し、シドニー（島の中心都市）はその最大の受益者になっている。それ以前は産業といえば鉄鋼業くらいのもので、観光には力を注がず、観光客は島の中部に位置し景勝地として知られるバデック村にカボット・トレイルを通って向かっていた。しかし、最近では「脱工業の取り組み」の一環として国や州が出資してクルーズ客船を就航させ、遊歩道やマリーナを建設し、さらに街の臨海地域には世界で一番大きいバイオリンがお目見えした。このような観光政策によって、シドニーは観光都市として復活を遂げた。
さらに、最近では島の文化遺産を中心都市であるシドニーに集め、ますます観光客を呼び寄せている。島にはスコットランド人、アカディア人、アフリカ系カナダ人などさまざまな人種が住んでいるため、それらの人々の文化を紹介するイベントが各地で催されている。また、市が運営する宿泊施設はいずれもツーリング先として人気のあるカボット・トレイルやケープ・ブレトン高地国立公園、ブラドール湖に程近い場所にある。また、ルイスバーグにあるルイブール要塞、グレース・ベイにあるグレース・ベイ鉱山博物館、バデックにあるアレクサンダー・グラハム・ベル博物館など島内の有名な観光地に行くにも便利である。

## 地質
シドニーの岩盤は、主に古生代の石炭紀およびペルム紀の砂岩、頁岩、石灰岩、苦灰岩などの堆積岩で出来ている。このことから、一帯は氷河による侵食と堆積によって形作られた地域であることが分かる。

## 交通
シドニーの船舶ターミナルは、毎年多くのクルーズ船を迎え入れており、その多くは晩夏と初秋に紅葉目当てで訪れる。市内の港湾は現在あまり利用されていないが、政府が島の南東のローレンティアン海盆にある石油・天然ガス田を他国に積極的に売っているため、将来はその石油や天然ガスを輸出する商港になる可能性がある。
J・A・ダグラス・マッカーディー・シドニー空港（JA Douglas McCurdy Sydney Airport）は、シドニーとその周辺地域における重要な交通拠点になっている。空港にはエア・カナダJazzのハリファックスとトロント便が1日7機離着陸している。
また一部の旅行客がオーストラリアシドニーと間違えてここに降り立つ事例が後を絶たないという。

## 教育
郊外のコックスヒースという街には、シドニー・アカデミーとホーリー・エンジェルス・ハイスクールという二つの中等学校とリバービュー・ルーラル・ハイスクールという高等学校がある。また、シドニーにもエトワール・ドゥ・ラカディー（Étoile de l'Acadie）というフランス語学校が置かれている。市内を通るノバスコシア4号線の数マイル東には、ケープ・ブレトン大学とノバスコシア・コミュニティ・カレッジのマルコーニキャンパスの二つの大学がある。

## スポーツ
シドニーにはセンター200というスポーツ施設があり、ケベック・メジャー・ジュニアホッケーリーグ (QMJHL) 傘下のケープ・ブレトン・スクリーミング・イーグルスが本拠地としている。チームは1969年にソレル・エパーヴィアースというチーム名で創立されたが、1997年にケベック州グランディからこの地に移り、その一年後にはリーグのメモリアル・カップ（記念杯）で優勝を果たした。
1988年から1996年まで、シドニーはNHLのエドモントン・オイラーズの主要なファームチームのアメリカン・ホッケー・リーグ傘下のケープ・ブレトン・オイラーズの本拠地だった。チームは1993年度のカルダー・カップ（リーグの選手権大会）では優勝した。1995年から96年のシーズンで、チームは本拠地をオンタリオ州ハミルトンへ移し、チーム名もハミルトン・ブルドッグスに改名した。
1993年から1994年までは、カナダのナショナル・バスケットボール・リーグ (NBL) 傘下のケープ・ブレトン・ブレーカーズというチームもセンター200を本拠地にして活動していた。

## 出身または現住の有名人
- ジョン・ブキャナン（元ノバスコシア州首相）
- ネイサン・コーエン（演劇評論家、CBCラジオのパーソナリティ）
- デイヴィッド・ディングウォール（閣僚経験者）
- メイアン・フランシス（元ノバスコシア州副総督）
- スコット・オーク（ホッケー・ナイト・イン・カナダのスポーツキャスター）
- ダニー・ギャリヴァン（ホッケー・ナイト・イン・カナダのスポーツキャスター）
- ドナルド・マクドナルド（シドニーのカナダ労働会議議長）
- グレッグ・マクファーソン（ミュージシャン）
- カルヴィン・ラック（カナダ上院議員）
- ゴーディ・サンプソン（シンガー・ソングライター）
- D・M・シュールマン（帝国・海軍史家）
- ダニエル・マクルヴァー（脚本家）
- ニック・ギアコマントニオ（心臓病リハビリテーションの権威）
- メイナード・モリソン（コメディアン）
- トム・ファン・オーケストラ（インディー・ロックバンド）
- ノーム・ファーガソン（NHL選手、州のスポーツの殿堂）
- アルフィー・ルジューン（NHL審判）
- ジョン・ハンナ（NHL選手）
- ケヴィン・モリソン（NHL選手）
- ウィニー・チェーフ（詐欺の国際犯罪者）
- ポール・ボーティラー（NHL選手、スタンレー・カップ優勝チームの一人）
- ファビアン・ジョゼフ（カナダ代表アイスホッケーチームの主将）
- リサ・レイット（保守党の国会議員、閣僚経験者）
- アル・マクニール（元NHL選手、ヘッドコーチ）
- アーサー・B・マクドナルド（物理学者、2015年ノーベル物理学賞受賞）